# Фонарный переулок (Санкт-Петербург)
Фона́рный переулок — переулок в Адмиралтейском районе Санкт-Петербурга. Проходит от набережной реки Мойки до набережной канала Грибоедова.

## История названия

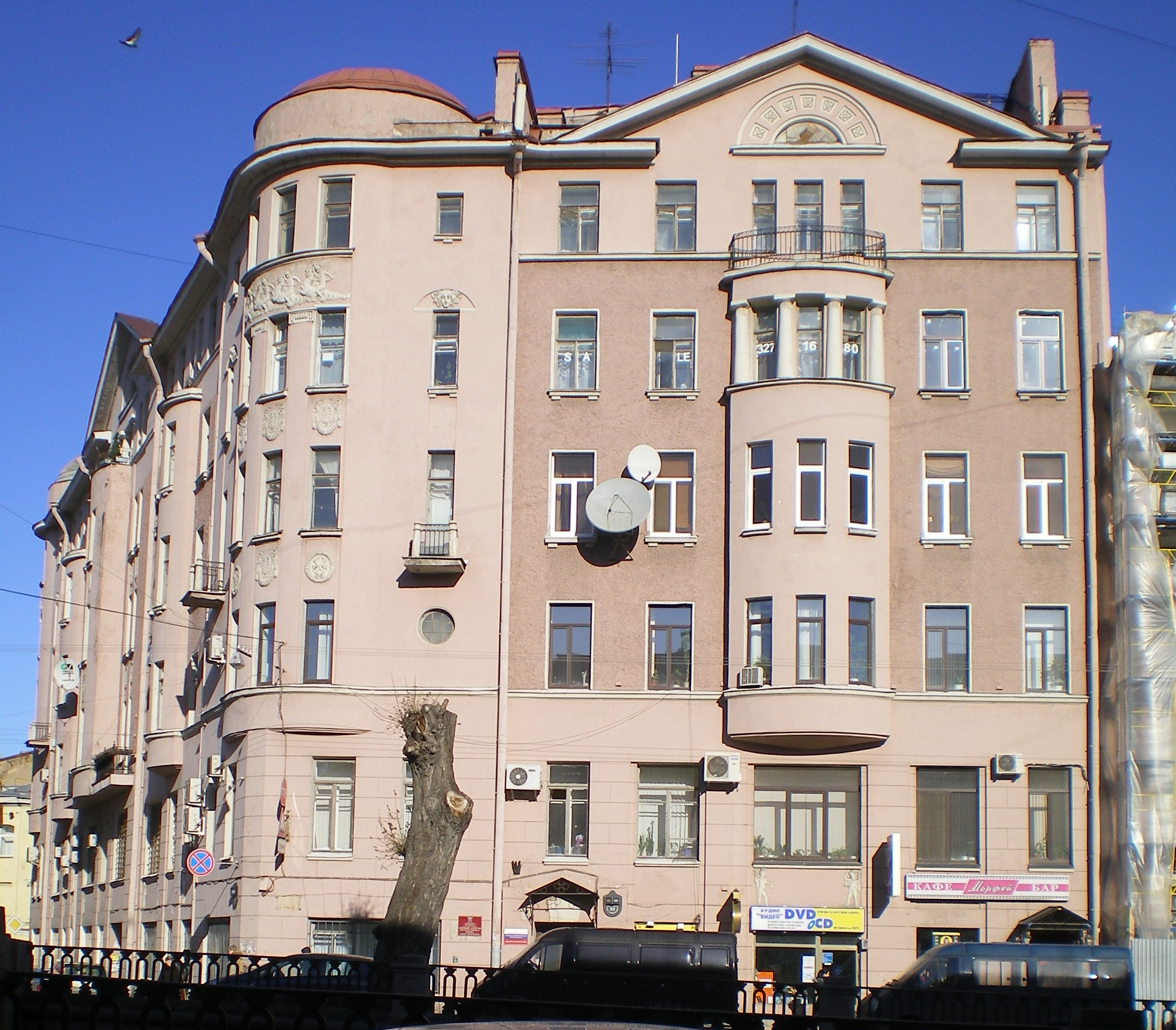
Дом на углу с каналом Грибоедова

20 августа 1739 года присвоено имя Голицын переулок, происходящее от имени домовладельца генерал-кригс-комиссара князя М. Голицына. Параллельно существовали названия Материальная улица и Материальный переулок; наименование связано с тем, что здесь происходила выгрузка строительных материалов.
Современное наименование известно с 1775 года в форме Фонтарная улица; с 1806 года появляется вариант Фонтарный переулок. Название дано по Фонтарному казённому питейному дому, находившемуся на этой улице, в доме, принадлежавшем фонтарному мастеру Адмиралтейской части.

## История
Улица возникла в первой половине XVIII века. В XIX веке на улице работало множество публичных домов, обозначая себя красными фонарями у входа. В итоге ночной переулок оказывался украшенным красными фонарями.
В 1878 году в Городской Думе Санкт-Петербурга по ходатайству жителей Фонарного переулка обсуждался вопрос о его переименовании. Переименование предлагалось произвести по причине дурной репутации переулка в среде петербуржцев. В представлении Городской управы вполне обоснованно отмечалось, что «если переулок этот не пользуется хорошею славою от находящихся на нём приютов терпимости, то устранить это зависит единственно от самих домовладельцев — недопущением в своих домах означенных приютов, а не переименою названия», после чего последовало заключение, что «наименование переулка „фонарный“ не заключает в себе ничего неблагозвучного... поэтому Управа полагает... оставить его без изменения».
В 1906 году произошло известное Ограбление в Фонарном переулке.

## Достопримечательности
- Фонарный мост
- Подьяческий мост  781721205460005
- № 3/8 — в этом здании в 1836—1837 и 1840—1841 годах жил М. И. Глинка.  7802689000